# 洪家农牧场
洪家农牧场是位于中国辽宁省鞍山市台安县一个类似乡级单位。

## 行政区划
下辖以下地区：
洪家村、榆坨村和铁丝房村。